# 兰滕
兰滕是奥地利施蒂利亚州穆劳县的一个市镇。总面积38.79平方公里，总人口1089人，人口密度28.1人/平方公里（2005年）。